# Cosmin Frăsinescu
Cosmin Valentin Frăsinescu (* 10. Februar 1985 in Bacău) ist ein ehemaliger rumänischer Fußballspieler. 

## Karriere
Die Profikarriere von Frăsinescu begann in der Saison 2001/02 in der Divizia B, als er zum ersten Mal in der ersten Mannschaft des FC Baia Mare zum Einsatz kam. In der darauffolgenden Spielzeit kam er zu vier weiteren Einsätzen, ehe ihn im Sommer 2003 Erstligist Gloria Bistrița unter Vertrag nahm. Dort wurde er in der Saison 2004/05 zur Stammkraft. Am Saisonende platzierte er sich mit seiner Mannschaft im unteren Mittelfeld der Liga. Nachdem er sowohl in der Spielzeit 2005/06 als auch in der Hinrunde 2006/07 nur auf wenig Einsatzzeit gekommen war, wurde er Anfang 2007 an Zweitligist Forex Brașov ausgeliehen. Nach seiner Rückkehr im Sommer 2007 häuften sich die Einsätze von Frăsinescu wieder. In der Saison 2008/09 kam er in fast allen Ligaspielen seines Klub zum Einsatz. Zu Beginn des Jahres 2011 wurde er erneut für ein halbes Jahr ausgeliehen – Ziel war diesmal der aserbaidschanische Klub FK Xəzər Lənkəran, der mit Mircea Rednic einen rumänischen Trainer hatte. Dort gewann er mit dem aserbaidschanischen Pokal 2011 seinen ersten Titel. Anschließend kehrte er zu Gloria zurück. Da der Klub im Sommer 2011 jedoch zwangsweise in die Liga II absteigen musste, schloss er sich Erstligist Gaz Metan Mediaș an. Im Sommer 2014 wechselte er zu Aufsteiger CS Universitatea Craiova. Eine Saison später zog es ihn dann zum Ligakonkurrent CSMS Iași und Frăsinescu beendete dort auch im Sommer 2021 seine aktive Karriere.

## Erfolge
- Aserbaidschanischer Pokalsieger: 2011